# Prosopocera fossulata
Prosopocera fossulata är en skalbaggsart som beskrevs av Stefan von Breuning 1936. Prosopocera fossulata ingår i släktet Prosopocera och familjen långhorningar. Inga underarter finns listade i Catalogue of Life.

## Bildgalleri

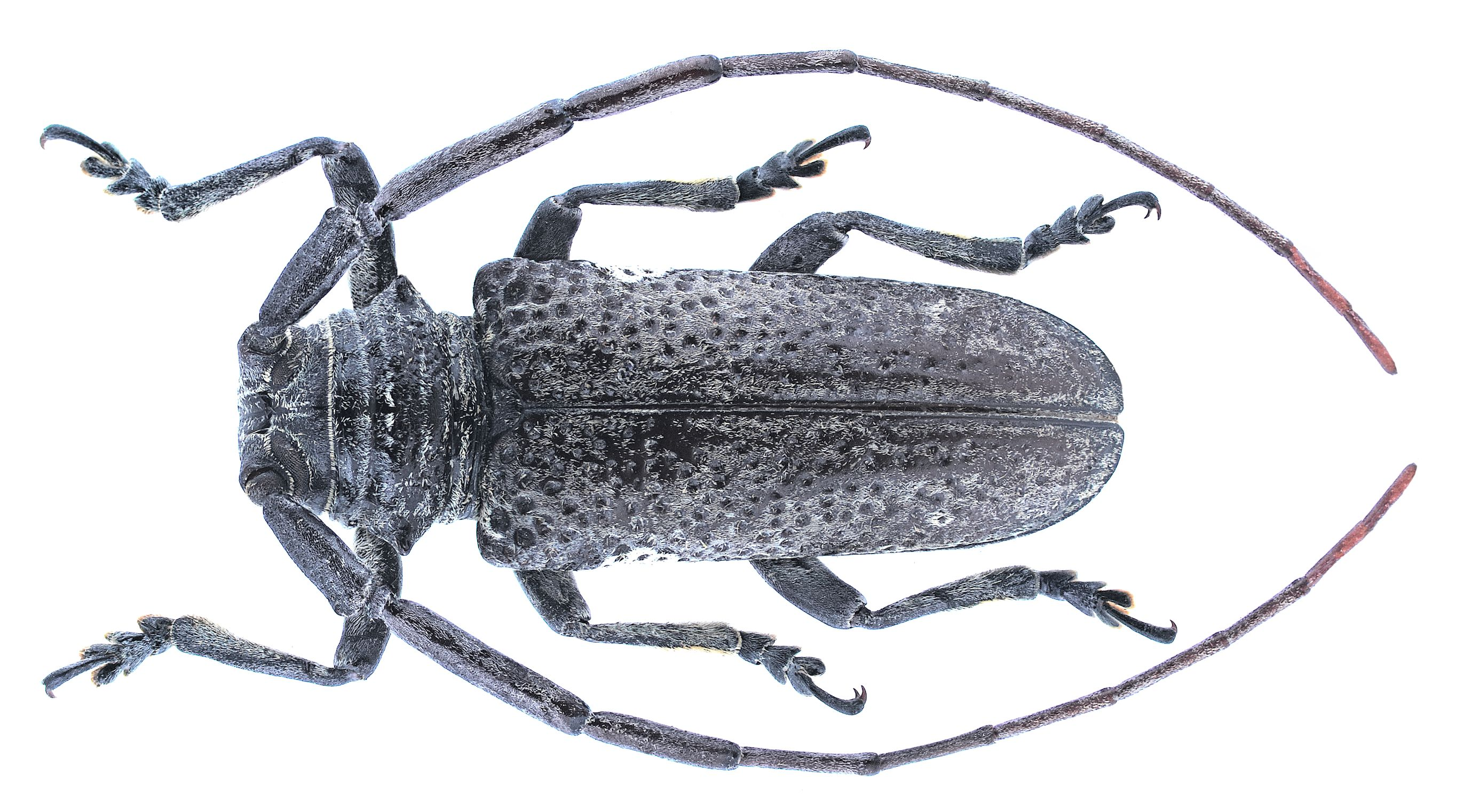